# Ammagarahalli, Sidlaghatta
Ammagarahalli là một làng thuộc tehsil Sidlaghatta, huyện Kolar, bang Karnataka, Ấn Độ.